# Mary Jane Irwin
Mary Jane Irwin (* 1949) ist eine amerikanische Informatikerin. Sie ist emeritierte Professorin im Fachbereich Informatik und Ingenieurwesen der Pennsylvania State University. Sie ist eine internationale Expertin für Computerarchitektur. Zu ihren Forschungsinteressen gehören Design von eingebetteten und mobilen Computersystemen, energie- und zuverlässigkeitsbewusstes Design und neue Technologien in Computersystemen.
Irwin wurde 2003 für ihre Beiträge zur VLSI-Architektur und zum automatisierten Design zum Mitglied der National Academy of Engineering gewählt.

## Leben

### Studium
Mary Jane Irwin erwarb 1971 einen Bachelor in Mathematik an der Memphis State University, 1975 einen Master und 1977 einen Ph.D. in Computerwissenschaften an der University of Illinois. Ihre Dissertation zum Thema Computerarithmetik wurde von James Robertson betreut.

### Karriere
Mary Jane Irwin trat 1977 als Assistenzprofessorin in den Lehrkörper der Pennsylvania State University ein. Im Jahr 1989 wurde sie zur ordentlichen Professorin befördert. Im Jahr 2017 ging sie in den Ruhestand.
Irwin hat auf dem Gebiet der anwendungsspezifischen Architekturen gearbeitet, einschließlich des Entwurfs, der Implementierung und der praktischen Erprobung von drei verschiedenen Schaltungsentwurfsmethoden – dem Arithmetic Cube, dem MGAP und SPARTA. Zusammen mit ihrem Studenten Robert M. Owens entwickelte sie eine Reihe von Architektur-, Logik- und Schaltungsentwurfswerkzeugen wie ARTIST, PERFLEX, LOGICIAN und DECOMPOSER.
Ende 1993 arbeitete Irwin im Bereich des Entwurfs ressourcenbeschränkter Systeme, darunter eingebettete Systeme mit begrenzter Batterielebensdauer und begrenzter Speicherkapazität sowie Sensorennetzwerke mit extrem begrenzten Ressourcen. Zusammen mit Kollegen entwickelte sie SimplePower, einen Stromverbrauchssimulator auf Architekturebene.
Irwins jüngste Arbeiten befassen sich mit Mixed-Signal-Schaltkreisen.
Am 1. Oktober 2019 gaben das IEEE Council on Electronic Design Automation (CEDA) und die Electronic System Design Alliance (ESD Alliance) bekannt, dass Mary Jane Irwin den Phil Kaufman Award 2019, die höchste Auszeichnung im Electronic Design Automation (EDA) erhält. Sie ist die erste Frau, die diese Auszeichnung erhält.

### Engagement für die Forschung
Irwin hat sich umfassend in der Informatik-Forschungsgemeinschaft engagiert. Sie ist Mitglied des Board on Army Science and Technology, des ACM Fellows Selection Committee, des External Research Advisory Board von Microsoft Research und des NAE Committee on Membership (Chair for the Class of 2012). Zuvor war sie Mitbegründerin und Chefredakteurin des ACM Journal on Emerging Technologies in Computing Systems und Chefredakteurin der ACM Transactions on the Design Automation of Electronic Systems, gewähltes Mitglied des CRA Board of Directors, des IEEE Computer Society’s Board of Governors, des ACM Council und Vizepräsidentin der ACM. Sie war auch langjähriges Vorstandsmitglied von CRA-W, dem CRA-Ausschuss für die Stellung der Frau, wo sie jetzt emeritiertes Mitglied ist.

### Privatleben
Mary Jane Irwin hat im Juli 1966 geheiratet. Das Paar hat einen Sohn, John, der ebenfalls Informatiker ist, und zwei Enkelkinder.

## Auszeichnungen
- 2021 CRA A. Nico Habermann-Preis[3]
- Irwin erhält die Ehrendoktorwürde der Technischen Hochschule Chalmers, Schweden.[1]
- 2019 Phil Kaufman Award der Electronic System Design Alliance und des IEEE Council on Electronic Design Automation[4]
- 2012 ASP-DAC Ten-Year Retrospective Most Influential Paper Award
- 2010 ACM Athena Lecturer Award, sowohl zur Computerarchitektur als auch zur Designautomatisierung
- 2009 Aufnahme in die American Academy of Arts and Sciences (AAAS)[1][5]
- 2007 Anita-Borg-Preis für technische Führungsqualitäten[6]
- 2006 Auszeichnung mit dem Distinguished Service Award der Computing Research Association (CRA)[7]
- 2005 ACM Distinguished Service Award[8]
- 2004 Marie R. Pistilli Preis für Frauen in Electronic Design Automation[9]
- 2003 IEEE/CAS VLSI Transactions, Auszeichnung für das beste Papier[10]
- 2003 Aufnahme in die National Academy of Engineering (NAE)[11]
- 1996 ACM-Fellow[8]
- 1994 IEEE-Fellow[12]